# Mereni (Teleorman)
Mereni is een Roemeense gemeente in het district Teleorman.
Mereni telt 3076 inwoners.